# Lucfalva
Lucfalva (szlovákul: Lucina) község Nógrád vármegyében, a Salgótarjáni járásban.

## Elnevezése
A községnév attól a Sámsontól származik, aki II. Béla király korában Borics trónkövetelő híveként lovagvárat kapott, ami a 13-15. század között Fehérkő váraként vált ismertté, de 1472-ben már bizonyosan romokban hevert. A legenda szerint a hírhedt rablólovag leánya, Lucia lehet a falu névadója, míg két fiúgyermekéről, Márkról és Sámsonról Lucfalva szomszéd települései kapták nevüket (Márkháza és Sámsonháza).
"1227: ve. Lucen, t. Lucin; 1250: v. Lucchin; 1274: t. Lucen; 1332: de Luque; 1342-1405: Kysluchyn; 1465: Lwczyn; 1728: Lutzin; 1785: Luczin; 1785: Luciny; 1815: Luczin; 1863, 1882: Luczin; 1906: Luczfalva; 1924: Luciáivá; 1995: Luciáivá, Lucina."

## Fekvése
Salgótarjántól délnyugatra, 11,5 kilométerre, Pásztótól északra, 13 kilométerre fekvő település, a Novohrad-Nógrád UNESCO Globális Geoparkhoz tartozik. Közigazgatási területén áthalad az a 21 135-ös számú út, amely a 21-es főútból annak 36. kilométerszelvénye előtt kiindulva, és az 51. kilométer környékén ugyanabba visszatorkollva tárja fel a Keleti-Cserhát mintegy fél tucatnyi kistelepülését, Tar és Salgótarján között. Belterülete tekintetében azonban Lucfalva zsákfalu, mert csak az említett útból letérő, bő 2 kilométeres hosszúságú, 21 136-os számozású mellékúton érhető el. A 21-es főút és a 21 135-ös út mindkét találkozási pontjától körülbelül 10-11 kilométerre található.

## Története

### Alapítás, kezdeti évszázadok
Árpád-kori település, nevét az oklevelek 1227-ben említették először Lucen, Lucin néven. „Névtelen csermely, rivulus. Említi a váczi káptalannak Werebi Henchc cómes részére kiállított 1227. évi bizonyító oklevele. x) — Nógrád megyében a szécsényi járásban, Hártyán délszaki vidékén. Az okirat szerint c rivulus fluit de terra castri. Azért azt hiszem, hogy a Pogányvári csermelykéről vanszó,Luczin szomszédságában.”
A 13. század elején szereplő vármegyei nemzetségek közül, amelyekre vonatkozólag már okleveles adatok állanak rendelkezésünkre, csupán a Záhokról (Zaah) sejthetjük, hogy birtokaikat az első foglalás jogán szerezték és így szerezték meg többek között Luczin települést is. A község 1235-ben a Kosztolíknak (Templom-domb) nevezett hegyen volt, ahol fatemplom állt, amit a tatárok 1241-ben a községgel együtt felégettek, kifosztottak, és valamennyi lakóját meggyilkolták.
1250-ben Lucuni Voycha fia (Lucini) Kristóf birtokának írták. E Kristóf 1251-ben öröklött földje az esztergomi érsek Hatvan nevű birtokával volt határos, melyet el is adott az érseknek. 1274-ben IV. László király az érseket a hakarai, hatvani, luczini és tóttereskei birtokában megerősítette. 1332-ben a pápai tizedjegyzék adatai szerint egyházának papja 6 garas pápai tizedet fizetett.
Csánki Dezső Magyarország történelmi földrajza a Hunyadiak korában műve Lucfalva község neveinek változásán kitér még, hogy a Hunyadiak korában ki/kik voltak Lucfalva birtokosai. Megemlítik Tari Lászlót, aki az akkor még Kis-Luczinnak nevezett települést 1382-ben kapja Erzsébet királynétól. 1416-ban a Borsod vármegyei eredetű Kakas (kazai) család is szerez birtokokat Luczin településen. 1454-ben Tari Lőrinc fia Rupert fia György birtoka Luczin, 1465-ben viszont zálogba adja guthi Országh Mihály nádornak és a nánai Komplot családnak. 1472-ben György halálával pedig a zálogba adott birtokok Guthi Országh Mihályra és a nánai Kompolt családra szálltak.
```
"
Kakas (kazai) cs.
[
9
]
 
1416-ban igtatják őket Bárkány, Varbok, Szente, Luczin
 
és más (hont- vagy nógrádmegyei) helységekbe. Bárkányt 1415-ben új adományúl kapták (ekkor a Pásztóiak kezén volt), Megyer részeivel és Lapasddal."
 
[
12
]
```

```
"
Tari cs.
[
13
]
 
Erzsébet királynétól kapja László Kis-Luczint 1382-ben, 1424-ben pedig Lőrincz és fia Rupert – cserében Drégel váráért – Zsigmond királytól Jobbágyit (is). Ugyanőt 1439-ben Sámsonháza birtokába igtatják be, 1454-ben a Rupert fia György a rokon Pásztóiakkal
[
14
]
 
megegyezik, hogy családjok kihalása esetén egymás birtokait örököljék. A Tariak ekkor Nógrádban a fentebb említett Jobbágyot, Luczint és Sámsonházát bírták. Később azonban, előbb (1465.) zálogúl, majd (1472.) a György halálával végleg a gúti Országh Mihály nádor és nánai Kompoltiak kezére jutottak e birtokok. Kis-Bárkány, Nagy-Bárkány helységekkel, Tapács pusztával és Fejérkő (másként Sámsonvára, Sámsonháza m.) puszta várral együtt."
[
12
]
[
13
]
```

### Török hódoltsági idők
Nógrád vármegyében a török hódoltság 1576-ban, Kékkő, Divény és Somoskő elfoglalásával érte el a legnagyobb kiterjedését, de már Fülek várának az elfoglalása (1554. szeptember 4.) után berendezkedett a török a vármegyében. A hódoltsági terület a budai pasalikhoz tartozott és négy részre oszlott: a füleki, a hatvani, a szécsényi és a nógrádi szandzsákra. Szandzsák alatt értették azt a kerületet, a melyből a hűbéres haderő egy parancsnok alatt egy zászló alá gyűlt, mielőtt ellenőrzési szemlére vagy hadba indult. A szandzsák nahijékre, járásokra oszlott.
Lucfalva az 1548. évi adóösszeírásban a teljesen elpusztult helységek között szerepelt. A török hódoltság idején a budai szandzsák 1559. évi összeírása szerint Keresztúr falu azonos a Lucfalva melletti Kiskeresztúrral. 1559-ben Sah Bin Turna tímár birtoka lett. a török uralom megszűnése után a környéken csak néhány zsellér család lakik.
A nógrádi, vagy a mint inkább nevezték, novigrádi szandzsák magában foglalta Nógrád vármegye kisebb, nyugati részét és majdnem az egész Hont vármegyét, fel Korponáig. A nógrádi szandzsákhoz az 1562–1563. évi fejadódefter szerint 141 falu, az 1579. február 27-én kelt részletes adódefter szerint 226 helység (falu) tartozott és ezek között megtalálható Lucsin (Luczin) település is.  A Szabó család szécsényi eredetű, és tagjai közül a Szécsény város hadnagyaként vitézkedő Szabó György szerzett nemességet a familiának I. Lipót magyar királytól, 1669-ben. Idősebb és ifjabb Szabó Vilmos okleveles gazdákként elsősorban is a falu határában lévő pusztanagykeresztúri birtokon gazdálkodtak sikerrel.

### 18–19. század
Egy 1720-as összeírás szerint „Luczin emberemlékezet óta puszta volt, három zsellér lakja, a kik hét év előtt (az 1715. évi összeírás szerint) települtek ide”.
A 18. században Zólyom, Turóc, Liptó és Árva vármegyéből evangélikus szlovákokat telepítettek ide, akik 1740-ben fatemplomot építettek. A környéken nem csak Lucfalvára, hanem a szomszédos Krakkó majorságba is érkeztek szlovák nemzetiségű evangélikusok.
1709 és 1728 között már csak a korábban néptelen puszták települtek be, ami hátrányt is jelentett, hiszen ezek a vidékek kevésbé voltak jó földrajzi-termelési adottságúak. Bokor, Sámsonháza, Marokháza, Luczin, Keszeg, Vanyarc nevét említhetjük. Ide már csak, és kizárólag szlovákok érkeztek, míg a korábbi időben természetesen a magyar jobbágy lakosság mozgása is számottevő, hiszen a török elől északra menekült nógrádiak is visszatértek korábbi lakhelyeikre. Ezt a szlovák betelepülést már minden későbbi megyei feldolgozás jelentősnek ítélte meg. Még Mocsáry Antal is részletesen felsorolja miként népesült be Luczin, azaz a mai Lucfalva.
Elsőként néhány juhászfamília, a Bacsák és a Bojtárok elődei építettek itt maguknak házat, majd három zólyomi két túróczi, egy-egy liptói és árvái, valamint egy Nógrád megyei evangélikus család is megtelepedett itt. Marokháza is, ahogy írják „gyülevész emberekből álló kicsiny tót falu volt”. (Gyülevész: a több helyről összegyülekezett embereket jelenti.) Keszeg megszállítása után szép renddel épített szláv falu lett, lakosai pedig szorgalmas földművelők voltak olvashatjuk a régi krónikában.
Manga János Magyarországi szlovákok műve szerint a török pusztítások következtében „…a falu lakosai széjjel oszlottak, úgy hogy a 17. század elején csak alacsony juhász hajlékokból állott, s ezért az első ide telepedőknek maradékai még most is »batsáknak« és »bojtároknak« hivatnak. Idővel más Vármegyebeliek is letelepedének itt, nevezetesen jöttek ide Zólyom vármegyéből … Thurótz Vármegyéből … Liptó Vármegyéből … Árvából … sőt Nógrádból is Mucsinból, akiknek maradékai most is »Mucsinyiaknak« neveztetnek.” Radványi Luczin lakosságát újonnan települtnek mondja. Ugyanezt mondja Márkházáról is, továbbá Bokorról. A teljesen néptelenné vált és a 18. század elején szlovákokkal újratelepített falvak a 19. század elején is őrizték nyelvüket.
Vályi András szerint (Magyar országnak leírása. 1796–1799.) „LUCZIN. Tót falu Nógrád Várm. földes Ura G. Ráday Uraság lakosai katolikusok, és másfélék, fekzik Nagy Bárkányhoz nem meszsze, és annak filiája, határja középszerű. KERESZTÚR. Nagy, és Kis Keresztúr. Két Szabad puszták Nógrád Várm. földes Uraik Losonczy, és Záborszky Uraságok, fekszenek Osgyánnak szomszédságában, és annak filiáji.”
A 18. század derekától a Rádayak, Telekiek, Radvánszkyak voltak a falu jelentősebb birtokosai. A kistemplomot a jezsuitáktól többször kellett megvédeni, ennek érdekében tele hordták szalmával és gabonával, így csűrként megmaradhatott. Ebben az időben gróf Ráday volt a község földesura, 1770-ben gróf Teleki László, 1798-ban gróf Thoroczkay Pál lett a tulajdonos. 1779-ben a kis templomot a jezsuiták parancsára és az ellenreformáció hatására bezáratták. Csak egy év múlva nyithatták meg újra. Sajnos ekkorra már a templom használhatatlanná vált. 1783-ban a falu lakói már kőből kezdték építeni az új templomot. A Türelmi Rendelet szerint ajtaja nem nézhetett az utca felé és torony sem épülhetett rá. A község határában harangtorony épült három haranggal. II. József a lucini egyházat önállónak nyilvánította. 
Fényes Elek szerint (Magyarországnak, s a hozzá kapcsolt tartományoknak mostani állapotja statistikai és geographiai tekintetben. 1836–1841.) „Luczin, tót falu, Nógrád vármegyében, 16 kath., 624 evang., 7 ref. lak., kik nem régen költöztek ide Árva, Liptó, Zólyom vármegyékből. Evang. anyatemplom. Határa keskeny, sovány, kövecses. F. u. gr. Ráday Pál, gr. Toroczkay Pál. Ut. p. Szakál. Pogányvár, puszta, Nógrád vmegyében, 13 kath., 14 evang. lak. Luczin mellett, egy régi vár omladékával. Keresztúr, Nógrád m. puszta, 19 kath. lak." Krakó, Nógrád m. majorság, 10 kath., 41 evang. lak. Kisfalud puszta határában. Ut. p. Szakál.”
A Magyarhoni Ágost. Hitv. Évangy. egyház egyetemes névtára 1848-as összeírása szerint (Székács József): „20. Lucziny (Lucina) b. Prónay Albert birtoka; keletk. 56 esztendő elölt; nyelve magyar és tót, tsz. 45,lsz. 581. — Lgy. Lapujtön 105 1., Alsó 's felső Pálfala 31 1., Pogányvár 10 1, Kis-Keresztür 10 1., Katyháza 3 1., Krakó 11 1., K. Markháza 4 1., Cserbércz 11 1., Zsún 5 1., Megyer 21 1., Ság-Ujfalu és K. Ság 32 1. Lk. Lücze János. It. Scheffarovszky János, Turtsányi János levita. Fgy. Szontagh Ferencz Jegy. Lélekszám azért kevesbiilt olly nagyon, mivel Lapujtőröl és Luczinyból sokan elköltöztek, tsz. 45.”
A 19. század derekára a község fejlődése igen jelentős volt. 120-130 házban mintegy 600-500 „tótajkú” fő élt. 1865-ben az egész község leégett, csak a torony nélküli, későbarokk stílusú kistemplom élte túl a tűzvészt. Így maradhatott meg az 1782-től vezetett egyházi anyakönyv, a 18. századi szószék, oltár, s a 19. század első éveiből való kegytárgyak, az ónozott vörösréz kanna, az ón ostyatartó doboz, melynek fontos egyháztörténeti műtárgyai a községnek. A templomtól nyugatra álló 18. századi eredetű, faragott kövekből épített harangláb szintén műemlék jellegű építmény.

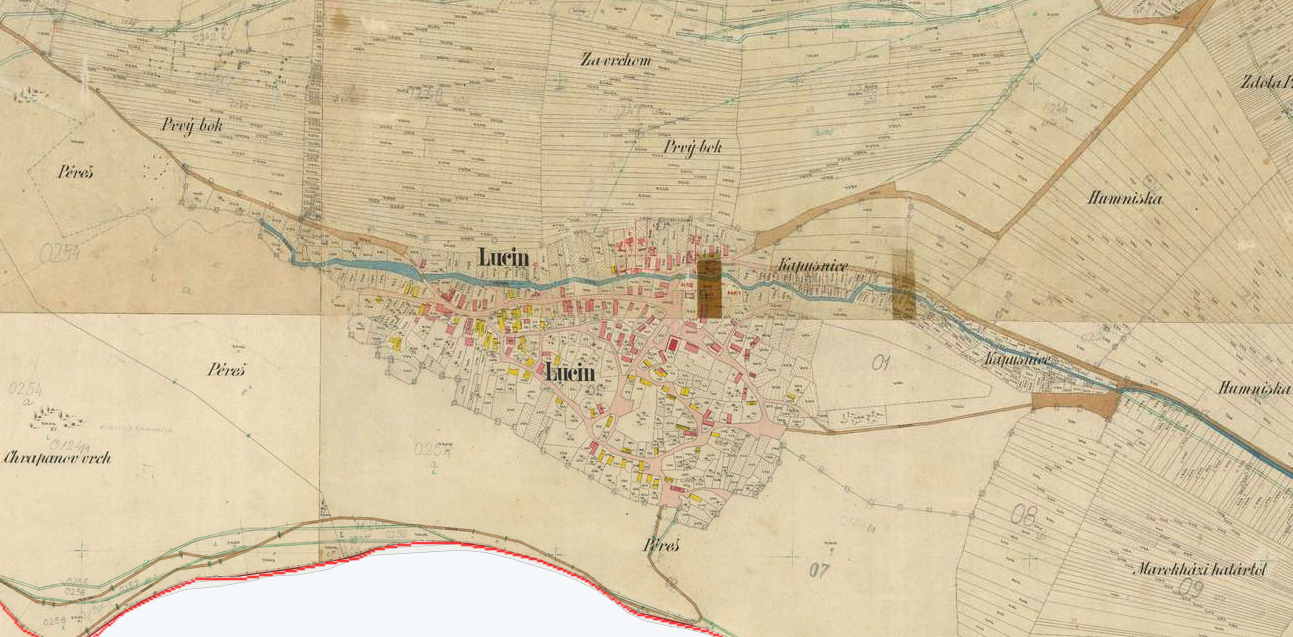
Lucfalva kataszteri felmérése a 19. században (Luczin, 1867)

A lucfalvi elágazásnál Pogányváron gőzmalom helyezkedett el, ahová a lucfalvai, pogányvári keresztúri, kisfaludi és krakói lakosok betakarítás után a gabonákat őrölték. A 19-20. század fordulóján, a tűzvész és az 1873-as kolerajárvány pusztításai ellenére 600 lakosa maradta falunak, és a lakosság igen nagy többsége a 20. század első évtizedeiben is „tót-ajkú” maradt. A Radvényszkyak és Szabó Vilmos örökösei a falu 20. századi birtokosai.  A 19. században mint Nógrád vármegye új birtokosaként találkozunk a Podmaniczkyakkal. Övék volt még Felsőpetény, Dengeleg, Koromsáp, Heréd, Kökényes, Sóshartyán, Kishartyán és Luczin egy része is. Az 1900-as évek elején Krakkót Podmaniczky bárótól a Patay család kapja ajándékba.

### 20. század
A 20. század elején Nógrád vármegye Szécsényi járásához tartozott. 1910-ben 731 lakosa volt, melyből 114 magyar, 592 szlovák volt. Ebből 113 római katolikus, 609 evangélikus, 8 izraelita volt.
A század első évtizedeiben az 1848-as hagyományokhoz, eszmékhez való hűség jegyében alakult meg a községben a „48-as Függetlenségi Kör” Bartkó János (sisa) és Szartórisz János vezetésével. A polgárosodás helyi célkitűzéseit megfogalmazva és szorgalmazva ez a kör igen hatékonyan szolgálta a falu fejlődését. A hazafias nevelés ügyében összekapcsolták a helyi és országos ügyek előmozdítását, az önművelés ügyét, az olvasási kultúra fejlesztését, az alkotmány ismertetést, a községi vagyon védelmét, gyarapítását, és kötelezettséget vállaltak az elöljárósági választások demokratikus szellemű, hazafias érzelmű megvalósítása érdekében. A lendületesen fejlődő község 1910-ben vette fel a Lucfalva nevet.
Lucfalváról az első világháborúban nyolcan haltak hősi halált. A templom mellett álló emlékoszlopon kegyelettel emlékezik a lakosság, az utókor a hősök áldozatára.
1931-32-ben 75 évre lefoglaltak 1549 kh területet azzal, hogy két év kutatási idő és 15 éves bányanyitási kötelezettség elmulasztása után felmondási lehetősége volt a bérbeadónak. A szerződésekkel Lucfalva határát teljesen lefedték. 1936-1938 között az SKB Rt. 36 fúrást mélyített le, az eredmények azonban vegyesek voltak. A Radvánszky birtok 965 kh-ját negatívnak állapították meg, a Széchenyi birtokot, annak 226 kh-ját azonban produktívnak találták s ez utóbbin a szénjogokat fenntartották.
A második világháborúnak 11 halottja volt Lucfalván. 1945 után 100 család települt át Csehszlovákiába, de az itt maradók mindent megtettek azért, hogy megőrizzék ősi szokásaikat, anyanyelvi kultúrájukat, néphagyományaikat.
1947. április 28-án létrehozzák a Lucfalvai Földmivesszövetkezet, amelynek központja Lucfalva. A báró Radvánszky Antalné-féle birtokból juttatott ingatlanokból a szövetkezet tagjainak bíztosítottak művelhető földet.  Az igazgatóság tagjai: Oszagyán András, Bartkó János, Lekeny István, Hugyecz András, Bujtár János.
Az 1956-os forradalom alatt megszerveződött a nemzetőrség Bartkó Balázs, Bujtor István, Bujtor János, Lekeny Pál és Ocsovai Pál részvételével. Október 27-én egy tüntető csoport a helyi tsz-elnöknél követelte a szövetkezet feloszlatását. Innen a tanácsházára, majd az iskolába vonultak és eltávolították a címereket, majd 28-án elégették a tanácsi iratokat. 29-én a községi tanács épülete előtt Schneider József számolt be budapesti élményeiről, majd megválasztották a nemzeti bizottságot, melynek elnöke Malina János, tagjai pedig Grajzer Pál, Mezák Béla, Sartoris Pál és Szlivka Jánosné lettek. A testület feladatának tekintette a tsz feloszlatását és a fakivágások engedélyezését. A nemzetőrség tagja volt Bartkó Balázs (a forradalom leverése után Angliába emigrált) és Bujtor János (ellene nem indult eljárás). Malina János a nemzeti bizottság elnöke volt, 1956 után közbiztonsági őrizetbe és rendőrhatósági felügyelet alá került.
A Kádár-korszakban, 1970-ben egyesültek a Kis-Zagyvavölgye öt községének termelőszövetkezetei. A központ Lucfalván a régi posta épületében volt.

## Népesség
Lucfalva népességének alakulása és a faluban élő nemzetiségiek:
Lucfalva népességét 1785-ben kezdték nyilvántartani, ebben az időben a község lakossága 558 fő volt. Az 1860-as évekig a falu lakossága nőtt és elérte az első maximumát, ekkor a község lakossága 767 fő volt. Az 1870-es és 1880-as években a község lakossága megcsappant és ekkor 555 fő élt a a községben. Itt meg kell említeni, hogy a kolerajárványban sokan elhunytak és sokan el is költöztek. 

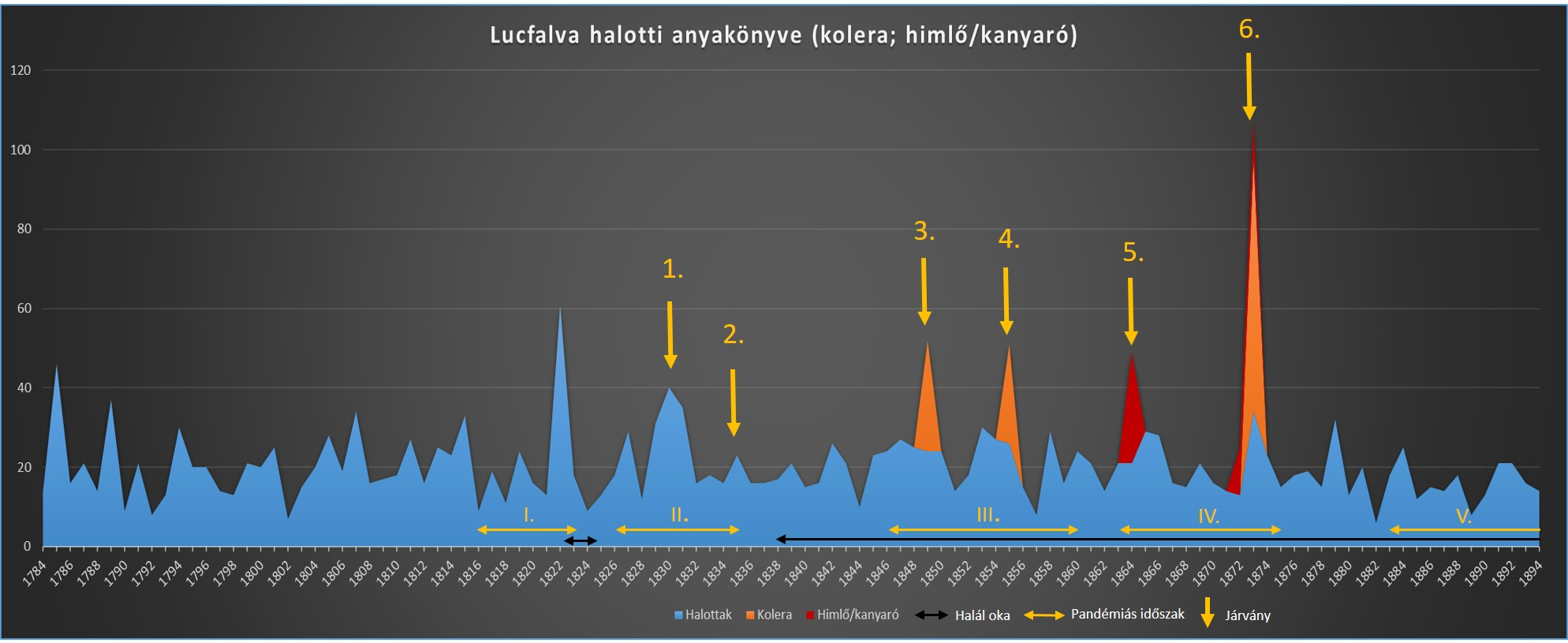
Lucfalvát érintő járványok (kolera, himlő) Forrás: Lucfalva halotti anyakönyve Készítette: Bacsa Máté

A község népessége az 1890-es évektől növekedni kezdett, és 1941-ben elérte a második maximumát, ekkor összesen 1016-an laktak Lucfalva településén és a hozzá tartozó Nagykeresztúr és Pogányvár területén. A II. világháború után az 1944-es és 1945-ös évben a szlovákság egy része kb. 150 fő Csehszlovákiába települtek át. 1949-ben a falu népessége 817 fő volt és a szocializmus alatt a népesség növekedett az 1980-as évekig. A rendszerváltozás után a településen 945 fő lakott.
| Lakosok száma | 631  | 622  | 614  | 595  | 600  | 595  | 574  |
|               | 2013 | 2014 | 2015 | 2021 | 2022 | 2023 | 2024 |

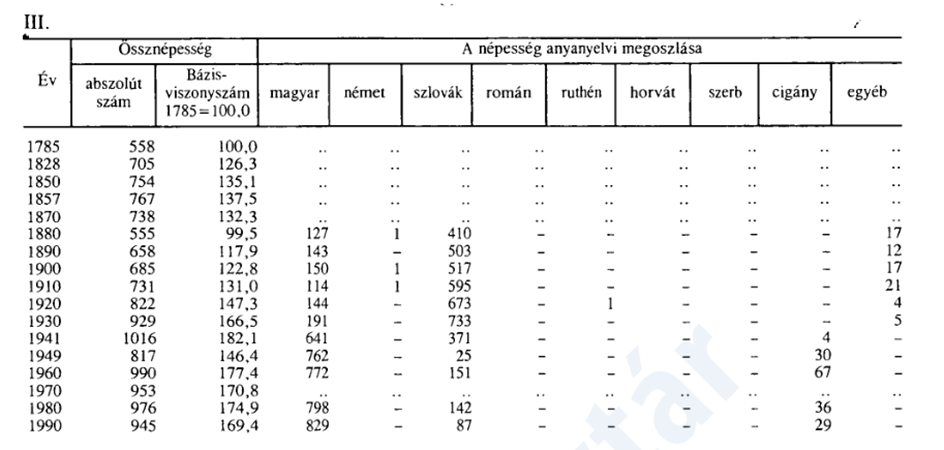
Lucfalva népességének és nemzetiségi összetételének változása (1785-1990)

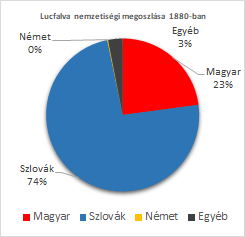
Lucfalva nemzetiségi megoszlása 1880-ban

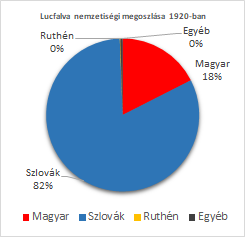
Lucfalva nemzetiségi megoszlása 1920-ban

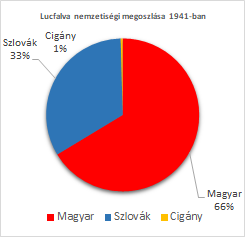
Lucfalva nemzetiségi megoszlása 1941-ben

1880-ban a település lakosságának 23%-a magyar, 74%-a szlovák, 3%-a egyéb nemzetiségű volt.
1920-ban  település lakosságának 18%-a magyar és 82%-a szlovák nemzetiségű volt.
1980-ban  település lakosságának 66%-a magyar, 33%-a szlovák, 1%-a cigány nemzetiségű volt.
Nagykeresztúr 1999. május 9-i, más források szerint május 1-jei hatállyal vált önállóvá, elszakadva Lucfalva községtől, így ez a diagramon kb.150-200 fős veszteséget jelent.
2001-ben a település lakosságának 55%-a magyar, 33%-a szlovák, 11%-a cigány és 1%-a szlovén nemzetiségűnek vallotta magát.
A 2011-es népszámlálás során a lakosok 93,4%-a magyarnak, 25,4% cigánynak, 0,6% németnek, 24,3% szlováknak mondta magát (6,2% nem nyilatkozott; a kettős identitások miatt a végösszeg nagyobb lehet 100%-nál). A vallási megoszlás a következő volt: római katolikus 23,4%, református 0,2%, evangélikus 55,6%, felekezeten kívüli 5,5% (9,3% nem nyilatkozott).
2022-ben a lakosság 95,2%-a vallotta magát magyarnak, 29% cigánynak, 12,8% szlováknak, 0,8% németnek, 0,2-0,2% románnak, ruszinnak és szlovénnek, 2,5% egyéb, nem hazai nemzetiségűnek (4,8% nem nyilatkozott; a kettős identitások miatt a végösszeg nagyobb lehet 100%-nál). Vallásuk szerint 51,5% volt evangélikus, 7,7% római katolikus, 0,3% református, 0,2% görög katolikus, 4,5% egyéb keresztény, 2% egyéb katolikus, 2,8% felekezeten kívüli (31% nem válaszolt).

## Kultúra és közösség

### Népviselet
A népviseletet – az emberi testet a természet hőmérsékleti ingadozásaival szemben védő ruházatának jórészét – az önellátó paraszt közösség alakította ki, s ez magába öleli a népi díszítőművészet legszebb ábrázoló eszközeit, s mint ilyen, a népi szimbolika egyik legkövetkezetesebb közvetítője. Tükrözi viselője korát, nemét, társadalmi rangját, foglalkozását, mindenekelőtt etnikai hovatartozását, szülő-, lakóhelyhez, ill. tájhoz, régióhoz való kötődését. Mindezek a jellemzők megtalálhatók a magyarországi szlovákok népviseletében is, amelynek töredékei a 18. századból és a 19. század első feléből állnak rendelkezésünkre. A 19. század végétől, a 20. század elejéig, közepéig tartó időszak népi öltözetvilágáról már van képünk.
Leggazdagabb a nógrádi szlovákok népviselete. A nők ruházata alapján három csoportba osztható: szügyi csoport, bánki csoport és a sámsonházi csoport.
Pompázatos viseletük sokféle változatát, minden viseleti darabjukat nem részletezzük, csak a jellemzőekről szólunk. Alap ruhadarabjaik azonosak: ingváll (opľecko), pendely (rubáš), alsószoknya [spodňia sukňa), felsőszoknya (vrchňia sukňa), kötény (sakáčka), kendő (ručník), nagykendő (beďíneroví ručník), pruszli (prusľiak), vizitke-ujjas (vizitka), szvetter (cveter), kód-món (kožuch), ujjatlan bekecs (bekeč) s a kabát.
A sámsonházi csoport (Sámsonháza, Lucfalva stb.) távolabb fekszik az összefüggőbb szlovákok lakta térségtől, magyarok közé ékelődve, inkább az ő viseletükhöz hasonlít népi öltözetük. Viseletük hamarabb is polgárosodott el. A bokáig érő szoknyájukat alig ráncolták, az alsó szoknyájuk hosszabb volt a felsőnél, s széles csipkéjü kötényük pedig még rövidebb volt. Fekete színű pruszliban jártak. A nógrádi szlovák nők ünnepeken piros csizmát hordtak, az első világháború táján magas szárú, ill. félcipő jött divatba.
A férfiaknak korábban széles, az első világháború után keskeny karimájú volt a kalapjuk. Gallér nélküli, bőszájú inget, bő hosszúszárú gatyát is hordtak. Kötényük pamutból vagy vászonból készült. A nadrág, a mellény, a kabát mindig azonos kék vagy fekete színű volt. Az 1930-as évektől díszítés nélküli ruhát, főként fekete posztóruhát, valamint fekete, vagy barna pricsesz nadrágot viseltek. A századfordulóig birkabőr nadrágot és szűrt is hordtak. A nagykabát az első világháború idején terjedt el. Fő lábbelijük a rogyosszárú, majd lagos szárú csizma. A 20. században terjedt el a bakancs és a cipő. Aratáskor bocskort vettek fel.

### Oktatás
A létrehozott szlovák iskolarendszer szerkezeti és tartalmi kérdéseivel – a változtatás igényével – az Oktatási Minisztérium 1955-ben foglalkozott. A dokumentum azt vetette fel, hogy a szlovák nyelvoktató iskolák egy részét anyanyelvi iskolákká kellene átalakítani. A konkrét tervet 1958-ban a szlovák szövetség, illetve a szövetség mellett megalakult Szlovák Pedagógus Tanács dolgozta ki. Eszerint 14 településen szlovák tannyelvű iskolát hoztak volna létre: Örménykúton, Pilisszentkereszten, Pilisszántón, Nagytarcsán, Csornádon, Csőváron, Sámsonházán, Lucfalván, Ősagárdon, Vanyarcon, Bánkon; ezen kívül egy szlovák tagozatos szakközépiskolát, s meg kellett volna teremteni annak a lehetőségét is, hogy az egyes magyar gimnáziumokban is bevezessék a szlovák nyelvoktatást. Az 1958-as elképzelések végül mégsem valósultak meg. 1961-ben ugyanis a magyarországi szlovák tannyelvű iskolákat kétnyelvű, szlovák-magyar iskolákká alakították át, ahol a humán tantárgyakat szlovákul, a természettudományi tárgyakat magyar nyelven tanítják olyképpen, hogy a szakkifejezéseket a tanulók ezeken az órákon szlovákul is megtanulják.

### Közélet

#### Polgármesterei
- 1990–1994: Id. Grajzel Pál (független)[40]
- 1995–1998: Bujtár Róbert (független)
- 1998–2002: Ifj. Grajzel János (független szlovák kisebbségi)[41]
- 2002–2006: Ifj. Grajzel János (független szlovák kisebbségi)[42]
- 2006–2010: Bakos Gyula (független)[43]
- 2010–2014: Bakos Gyula (független)[44]
- 2014–2019: Bakos Gyula (független)[45]
- 2019–2024: Bakos Gyula (független)[46]
- 2024– : Bacsa Ádám (független)[1]

A településen az 1994. december 11-én megtartott rendes polgármester-választás eredményét az illetékes választási szerv megsemmisítette. A döntés feltehetőleg összefüggött azzal, hogy az első helyezett Grajzel Pál (101) és a második helyezett Bujtár Róbert (99) közt csak két szavazat különbség volt, illetve a harmadik helyezett Imrik Andrásné Pokrivács Mária is alig lemaradva, 96 szavazattal végzett mögöttük.

### Híres szülöttei
- Bacsa Gergely (1975-) grafikus, karikaturista
- Jeszenszky Károly (1887-1923) evangélikus lelkész, lapkiadó
- Mustó János (1934-2012) festőművész

## Nevezetességei

### Evangélikus templom
A község 1235-ben a Kosztolík-nak (Templom-domb) nevezett hegyen volt, ahol fatemplom állt, amit a tatárok 1241-ben a községgel együtt felégettek, kifosztottak, és valamennyi lakóját meggyilkolták. Ennek következtében a falu és a templom a mai helyén épült újjá. Az idetelepülők lutheránus evangélikus vallású tótok /szlovákok/ voltak, akik 1740-ben fatemplomot építettek és szlovák nyelven folyt az istentisztelet. A gyülekezet akkor még a sámsonházi anyagyülekezethez tartozott. A kistemplomot a jezsuitáktól többször kellett megvédeni, ennek érdekében tele hordták szalmával és gabonával, így csűrként megmaradhatott. Ebben az időben gróf Ráday volt a község földesura, 1770-ben gróf Teleki László, 1798-ban gróf Thoroczkay Pál lett a tulajdonos. 1779-ben a kis templomot a jezsuiták parancsára és az ellenreformáció hatására bezáratták. Csak egy év múlva nyithatták meg újra. Sajnos ekkorra már a templom használhatatlanná vált. Lucin gyülekezete 1773-ban elszakadt a sámsonházi anyaegyháztól, majd lelkészt, tanítót hívott, és elhatározták, hogy új templomot fognak építeni. Az első lelkész – Czékus János – kieszközli a templom építésének engedélyét. Az első gyülekezeti élet 1678. évből való anyakönyve, 1782-től vált ismertté. 1783-ban a falu lakói már kőből kezdték építeni az új templomot. A Türelmi Rendelet szerint ajtaja nem nézhetett az utca felé és torony sem épülhetett rá. A község határában harangtorony épült három haranggal. II. József a lucini egyházat önállónak nyilvánította. A templom szűkös lehetőségek között épült, ezért további segítséget kértek levélben a földesúrtól.
Teleki Lászlóhoz intézett levél:
```

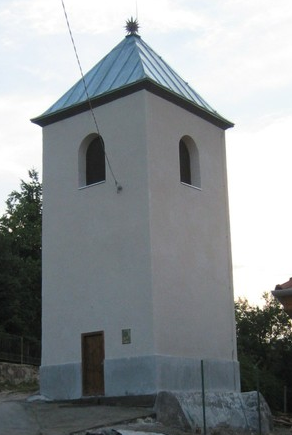
Lucfalvai harangláb (2012)

"Már négy esztendeje, hogy mi, alább írt Luczinyi lakosok Ő Felsége Ország /földesúr neve/ szerint kegyelmes rendelése mellett és Mennybéli Istenünk különös vezérlése által egyenlő akarattal fogtunk egy Isten Házának felállításához, mivel az, aki volt nagyon roskadó és csak fa materialékból volt. Melynek is felállítására már sok költséget tettünk, mégis mind azonáltal, mind ekkoráig tökéletességre azt nem hozhattuk és leginkább azért, hogy a költségünk már elfogyott, magunk pediglen mostani szűk időkben semminemű segítséggel nem lehettünk. Legnagyobb bizodalmunk vagyon a keresztény Patrónusoknál: mely kegyes keresztény Kegyes Patrónusok közé számlálni merészeltük Nagyságos Gróf Uraságodat, ezért bátorkodtunk mély alázatossággal ezen Instantiánkkal alkalmatlankodni, kérvén Nagyságodat, méltóztassék az mi Ecclésiánk szegény voltát kegyes szemmel megtekinteni, és amennyire lehet, azon Szent-Házának felállítására valami kis segítséggel lenni, és hogy első hozzánk jövetelinek örök emlékezet maradhasson közöttünk. És szegény Ecclésiánk, jövendőben valami jövedelme lehessen, méltóztassék bizonyos harasztos erdőnek, mely Parichiális Föld mellett vagyon, kiirtására kegyelmes resolutiot adni, hogy abból egy szántóföldet, Ecclesiánk számára csinálhassunk"
[
48
]
 (Lucfalvai Evangélikus Gyülekezet birtokában van a földesúrhoz intézett levél)
```

A templom végül is felépült a grófi "kegyből", aki e munkához 50Ft segítséget ígért és 200 kg mész elfuvarozására ad engedélyt a hívek költségén. Engedélyt ad az erdőirtásra is, de azzal a feltétellel, hogy a dézsma őt illeti, valamint a földterület is, amelyet adományozott bármikor visszavehető.
Szende Miklós – magyarosítás előtt: Sztolár Miklós – 1924-1967-ig szolgált a lucfalvi evangélikus gyülekezetünkben. Bevezette a magyar istentiszteletek tartását, mivel eddig csak szlovákul folytak. Lucfalva községünk történetében már olvashattuk, hogy 1924-ben a világháborúban elesett hősök emlékére emlékoszlopot állított fel községünkben a templom mellett. Az emlékművet Szende lelkész úr avatta fel 1924. október 26-án. Irányításával épült 1925-1926-ban a második iskolai tanterem, és 1927-ben a tanítólakás. 1929-ben a gyülekezeti tagok szükségesnek tartották a templom és a hozzá tartozó épületek renoválását. A lelkész nem csak Lucfalván szolgált, hanem hozzá tartozott több kis szórvány gyülekezet is. (Pl. Lucfalva – 710 fő; Nógrádmegyer – 40 fő; Kiskeresztúr puszta – 13 fő; Krakkó puszta – 14 fő)

### Kostolník (Templom-domb, Mosztelik-hegy)

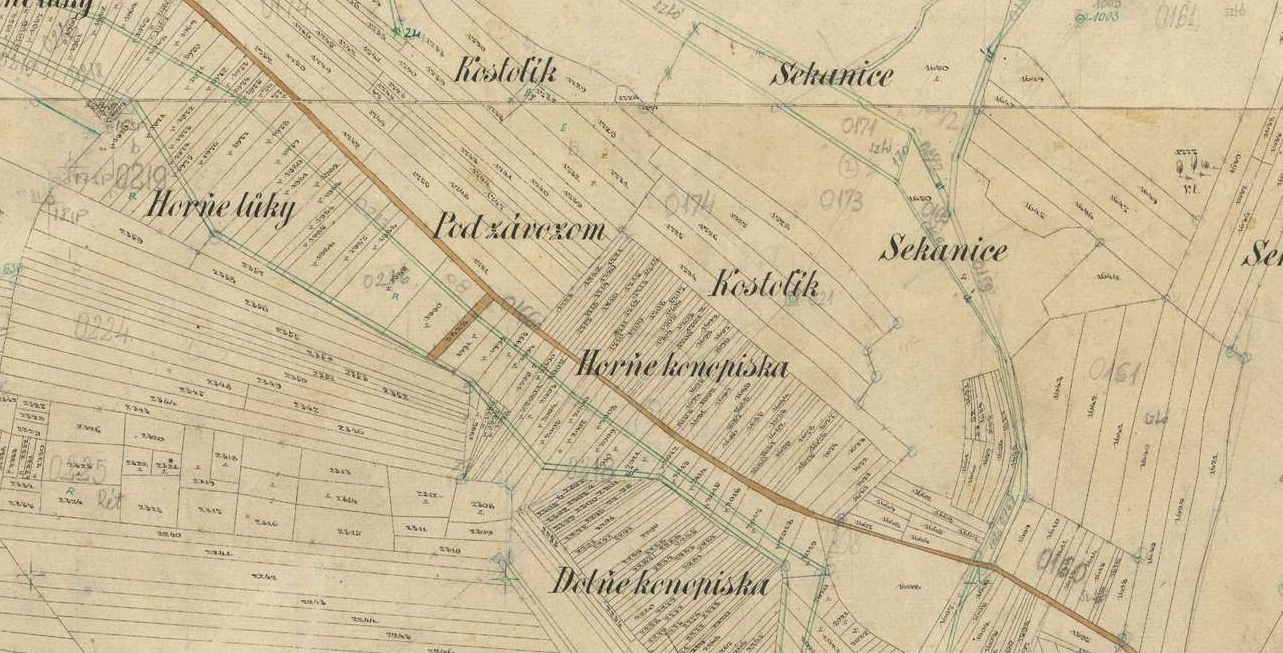
Kostolník – Luczin (1867)

A 2002-es régészeti jelenségek alapján az eddigi kutatásból egy legalább három periódussal rendelkező templom bontakozik ki.
Az első periódusban egy viszonylag mély alapozással, agyagba rakott kőalappal készülő, felmenő falaiban valószínűleg már mészhabarcsba rakott kővel készült, kb. 7x5 méter belterű hajóval, félköríves szentéllyel épült templommal számolhatunk a 13. századból.
Később a második periódusban a hajóhoz az északi oldalon egy 3 méter széles melléktér épült oltáralappal. Ennek alapozása már habarcsba rakott törtkő. E tér vagy oldalkápolna, vagy mellékhajó. Jelenleg az sem tisztázott, hogy a nyugati zárófal is e periódushoz tartozik-e vagy a későbbihez.
A harmadik ismert periódusban egy támpilléres, viszonylag nagyméretű (6x7 m) szentélyt építettek, amely boltozott lehetett. Ritka, a hatszög két oldalával záródó, úgynevezett tengelypilléres formája építését a 15. század második felére keltezi. A néhány festett vakolatdarab alapján valamilyen festése is volt.
A templom legkésőbbi formájában 11 m hosszú hajóval rendelkezett, a téregyüttes belső szélessége legalább 10–11 m, de ha szimmetriával számolunk, 13–14 m. Miután a délnyugati és északnyugati területről semmit sem ismerünk, e feltételezések cáfolata, vagy bizonyítása további kutatást igényel.
A törmelékből szórványként egy kisméretű ezüst vagy réz pecsétgyűrű került elő, fején stilizált liliommal és a szétterített bontási törmelékből egy teljesen ép, másodlagos helyzetű, 15. századi csontcsat került elő. A leletanyag a két említett tárgyon kívül nagyrészt szórvány antropológiai anyag, kevés kerá1nia és vasszög, téglatöredékek, vakolatdarabok. A Kubinyi Ferenc Múzeum régészeti gyűjteményébe került – 179. gyarapodási számon.

### Pogányvár
Lucfalva községtől keletre 2 km-re, közvetlenül a Lucfalva – Nagykeresztúr – Sámsonháza közötti országutak kereszteződése felett, attól északnyugatra emelkedik a Pogányvár nevű magaslat (tszf. magassága: 226 m.), egy alacsony, keskeny dombhát délkeleti végén. Korábban az egész terület szántóföld volt, jelenleg parlag, magát a várat erősen szétszántották. A kis kerek központi domb körvonalai ezért már nem állapíthatók meg pontosan, átmérője 15 m körüli lehetett. Árok vehette körül, ennek elmosódott nyoma csak a domb folytatása felé, a nyugati oldalon látható, a többi oldalon már nem. A vár teljes átmérője 60 m körüli volt. A domb déli oldala igen meredek.
Ez azonban nem a vár erődítésével függ össze, ugyanis itt a domb alatt a 20. század elején még malom és további épületek álltak, azokkal kapcsolatban faragták le mesterségesen a domboldalt. Egy 18. század második feléből származó bizonytalan említés után a Pogányvárat a 19. század elejétől számos munkában tűnik fel. Feniczy János 1865-ben a „pogánykori erőd” helyén szárazmalmot említ, alatta pedig a lucfalvai uradalom cselédjeinek volt a lakása. A III. katonai felmérésen a Pogányvártól keletre, 350 méterre „Akol Poganyvar” felirat szerepel. Patay Pál a kis középkori várak közé sorolta, mivel területén 1953-ban 12-13. századi cserepeket talált. Hasonló korúnak határozta meg 1964-ben Gádor Judit is, aki részletesen ismertette és vázlatosan felmérte az alig felismerhető, teljesen szétszántott várhelyet. 1986-ban Sándorfi György a motte-tipusú várak között említette. 1987-ben Simon Zoltán szintén csak azt rögzíthette, hogy teljesen szétszántották. A várat Sándorfi György mérte fel 1989 májusában, Nováki Gyula közreműködésével. Ennek alapján leírását és felmérését ugyanők 1991-ben tették közzé.
A lucfalvai Pogányvárból előkerült 12–13. századi kerámialeletek és az itteni erődítések kronológiai viszonyait nem ismerte és ásatásokra még nem volt módja, Márton Lajoshoz hasonlóan ekkor még ő sem zárta ki ezeknek a magyar honfoglalás előtti, szláv eredetét.  Létesítése az 1250-ben először feltűnő lucini Voycha-hoz köthető.